# Selección apostática
La selección apostática es un tipo de selección según la frecuencia realizada por los depredadores, en particular referida a las presas que tienen diferentes morfos y que no imitan a otras especies. Está cercanamente relacionada con la idea de alternancia de presas, aunque generalmente ambos términos se unan para describir diferentes aspectos del mismo fenómeno. La selección apostática se usa referida a la opción entre diferentes morfos genéticos de la misma especie, mientras que la alternancia de presas suele usarse para describir la selección entre distintas especies.
Este concepto está ligado al concepto de «imagen de búsqueda» de Luuk Tinbergen, por medio de la cual - debido a la experiencia - se cree que un depredador desarrolla la capacidad de localizar mejor a las presas de apariencia típica (patrón mayoritario), hasta el punto de que los especímenes típicos son atrapados incluso de forma desproporcionada a su abundancia real en la población. En cambio, los especímenes de apariencia inusual tienen menos probabilidad de acabar siendo parte de la dieta del depredador de lo que estaría justificado en una proporción equivalente a su abundancia relativa en la población. En consecuencia los individuos de apariencia distinta a la típica tienen mayor probabilidad de pasar los genes que determinan esa apariencia diferente a la siguiente generación.